# Pieter Van Hees
Pour les articles homonymes, voir Hees (homonymie).
Pieter Van Hees, né en 1970, est un réalisateur et scénariste belge.

## Biographie
Pieter Van Hees étudie la philologie germanique à la KU Leuven et le cinéma à la Hogeschool Sint-Lukas Brussel. Il réalise plusieurs courts-métrages, dont Black XXX-Mas pour lequel il obtient en septembre 2001 le Prix Pixie.
Au Festival de cinéma européen des Arcs en 2014, son film Waste Land a gagné le Prix Cineuropa ,.

## Filmographie
- 2008 : Left Bank
- 2009 : Dirty Mind
- 2014 : Waste Land

## Récompenses et distinctions
- Ensors 2015 : Meilleur réalisateur et meilleur scénario pour Waste Land